# Onze-Lieve-Vrouw van Vlaanderenkapel
De Onze-Lieve-Vrouw van Vlaanderenkapel is een veldkapel te Baarle-Hertog, meer bepaald in het gehucht Gel in Zondereigen. De kapel is toegewijd aan Onze-Lieve-Vrouw van Vlaanderen.

## Geschiedenis en beschrijving

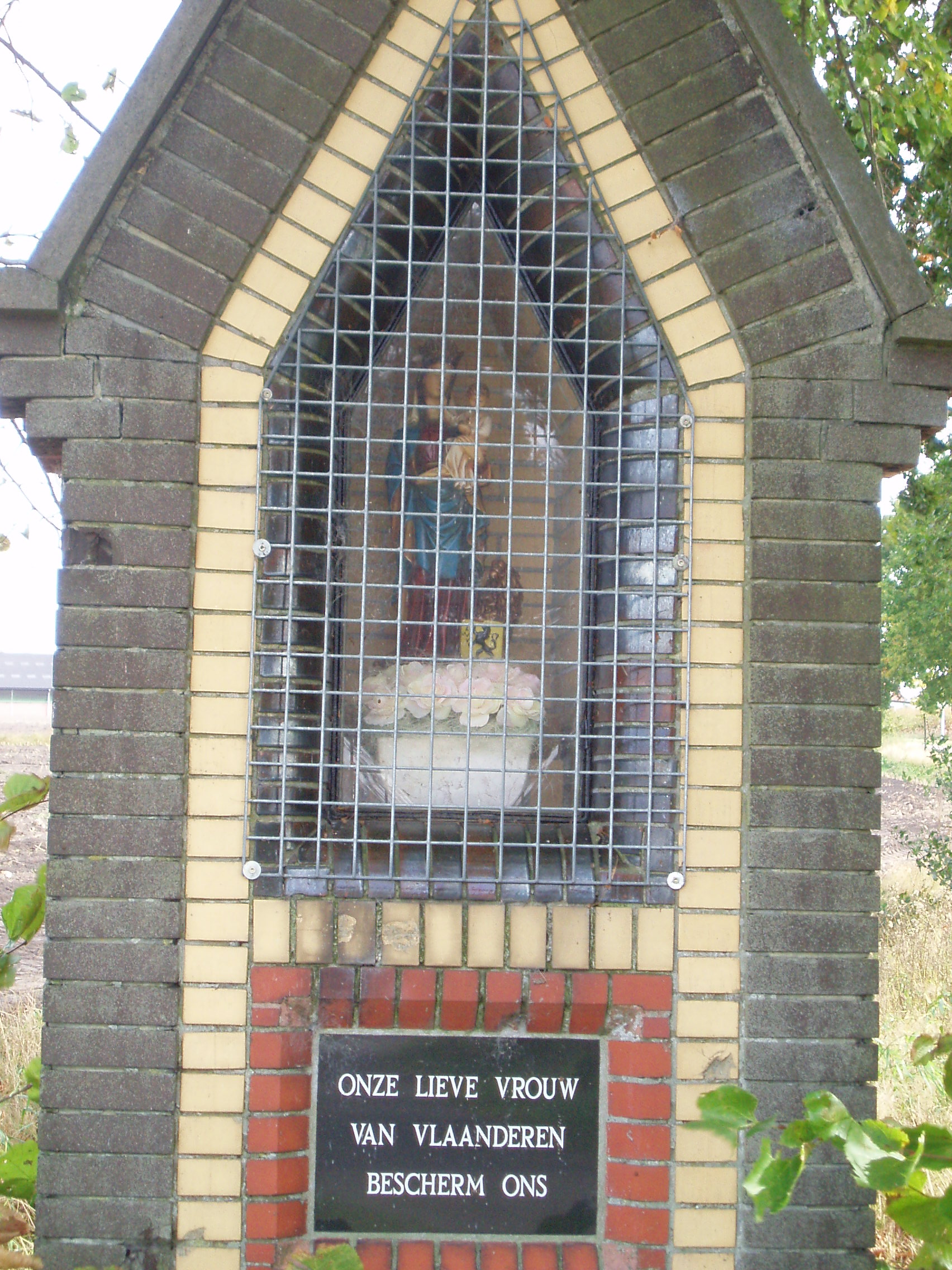
Het beeld meer gedetailleerd

Vermoedelijk stond er rond 1850 reeds een kapel, doch deze is volledig verdwenen. De huidige kapel werd in 1939 gebouwd tussen twee lindebomen. Het is een pijlerkapel in art-decostijl, met gekleurde bakstenen en een spits toelopende pijler. In een nis staat een beeld van Onze-Lieve-Vrouw van Vlaanderen die een draak verplettert, met naast zich een Vlaamse Leeuw, het Wapen van Vlaanderen. Onder de nis staat de tekst: "Onze Lieve Vrouw van Vlaanderen bescherm ons". Het Mariabeeld is niet het oorspronkelijke beeld. Dit werd gestolen, evenals een aantal beelden die er later werden geplaatst. Het huidige beeld werd er pas eind 2012 geplaatst, nadat een vorig beeld terug gestolen was.

## Onroerend erfgoed
Op 5 oktober 2009 werd de kapel op de Inventaris van het Bouwkundig Erfgoed geplaatst. De kapel is niet beschermd als monument, maar kreeg in november 2014 de categorie "vastgesteld".